# Do Make Say Think
Do Make Say Think ist eine kanadische Band aus Toronto, Ontario. Ihre Musik ist vor allem dem Post-Rock zuzuordnen, den die Gruppe mit Elementen aus Jazz und Elektro kombiniert.
Der Bandname bezieht sich auf den (damals noch in der Schule befindlichen) Proberaum der Band, wo vier Zettel mit den jeweiligen Wörtern „Do“, „Make“, „Say“ und „Think“ hingen.

## Geschichte
Do Make Say Think wurde zwischen 1995 und 1996 in Toronto gegründet, wo die Band auch 1997 in Eigenregie ihr selbstbetiteltes Debütalbum aufnahm, das sie ohne Plattenlabel veröffentlichte. Im Frühjahr 1998 wurde das Montrealer Post-Rock-Label Constellation Records auf sie aufmerksam, und noch im gleichen Jahr wurde ihr Debüt auf Constellation wiederveröffentlicht. Seitdem sind Do Make Say Think dem Label treu geblieben. Um die Veröffentlichungen in Europa kümmert sich seitdem Southern Records.
Die Gründungsmitglieder der Band sind Ohad Benchetrit (Gitarre, E-Bass, Saxophon, Flöte), Jason McKenzie (Keyboard), James Payment (Schlagzeug), Justin Small (Gitarre) und Charles Spearin (Bass, Gitarre, Trompete). Jason McKenzie verließ die Band nach den Aufnahmen zu ihrem zweiten Album, 1998 stieß jedoch Dave Mitchell zur Band hinzu. In letzter Zeit spielten Jason Baird, Brian Cram und zuletzt auch Julie Penner als Unterstützung in der Band mit.
Bis 2009 veröffentlichte Do Make Say Think sechs Alben und hat sich als feste Größe in der Post-Rock-Szene etabliert. Mittlerweile hat die Gruppe Fans in allen Teilen der Welt, was auch ihren ausgedehnten Tourneen zu verdanken ist.
2017 erschien nach längerer Pause das Album Stubborn Persistent Illusions, auf dem die Band vermehrt elektronische Klänge integriert.

## Diskografie
- 1998: Do Make Say Think (LP; Constellation)
- 2000: Goodbye Enemy Airship the Landlord Is Dead (LP; Constellation)
- 2002: & Yet & Yet (LP; Constellation)
- 2003: Winter Hymn Country Hymn Secret Hymn (2xLP; Constellation)
- 2007: You, You’re a History in Rust (LP; Constellation)
- 2009: Other Truths (LP; Constellation)
- 2017: Stubborn Persistent Illusions (LP; Constellation)